# Mont-Saint-Hilaire
Mont-Saint-Hilaire – miasto w Kanadzie, w prowincji Quebec.